# I/O (spel)
I/O (アイオー Aiō?) är en visuell roman i genren hård science fiction, som utvecklades av Regista och släpptes av GN Software den 26 januari 2006 till Playstation 2. En utökad version, I/O Revision II, släpptes den 29 augusti 2008 av Asgard till Microsoft Windows.
Spelet är en andlig uppföljare till regissören Takumi Nakazawas tidigare spelserie Infinity.

## Utveckling
I/O var Takumi Nakazawas första regisserade visuella roman sedan han lämnade KID efter att ha slutfört Remember 11: The Age of Infinity. Den baserades på ett originalkoncept av Nakazawa och Romeo Tanaka, som även är känd för den visuella romanen Cross Channel, och skrevs av Nakazawa tillsammans med Nobuaki Takerube, Aoi Takashiro, Hiroyuki Ohara och Tomohiro Shin. Figurdesignen gjordes av SOYOSOYO, och musiken komponerades av Onoken.
Trots att spelet är en inofficiell fortsättning på Infinity-serien, var Infinitys kompositör Takeshi Abo och författare Kotaro Uchikoshi inte involverade då de för tillfället var upptagna med 12 Riven: The Ψcliminal of Integral.
I/O har bara släppts officiellt på japanska, men den 22 februari 2014 släppte fanöversättningsgruppen Lemnisca Translations en engelskspråkig översättning av Revision II i form av en patch.